# TV on the Radio

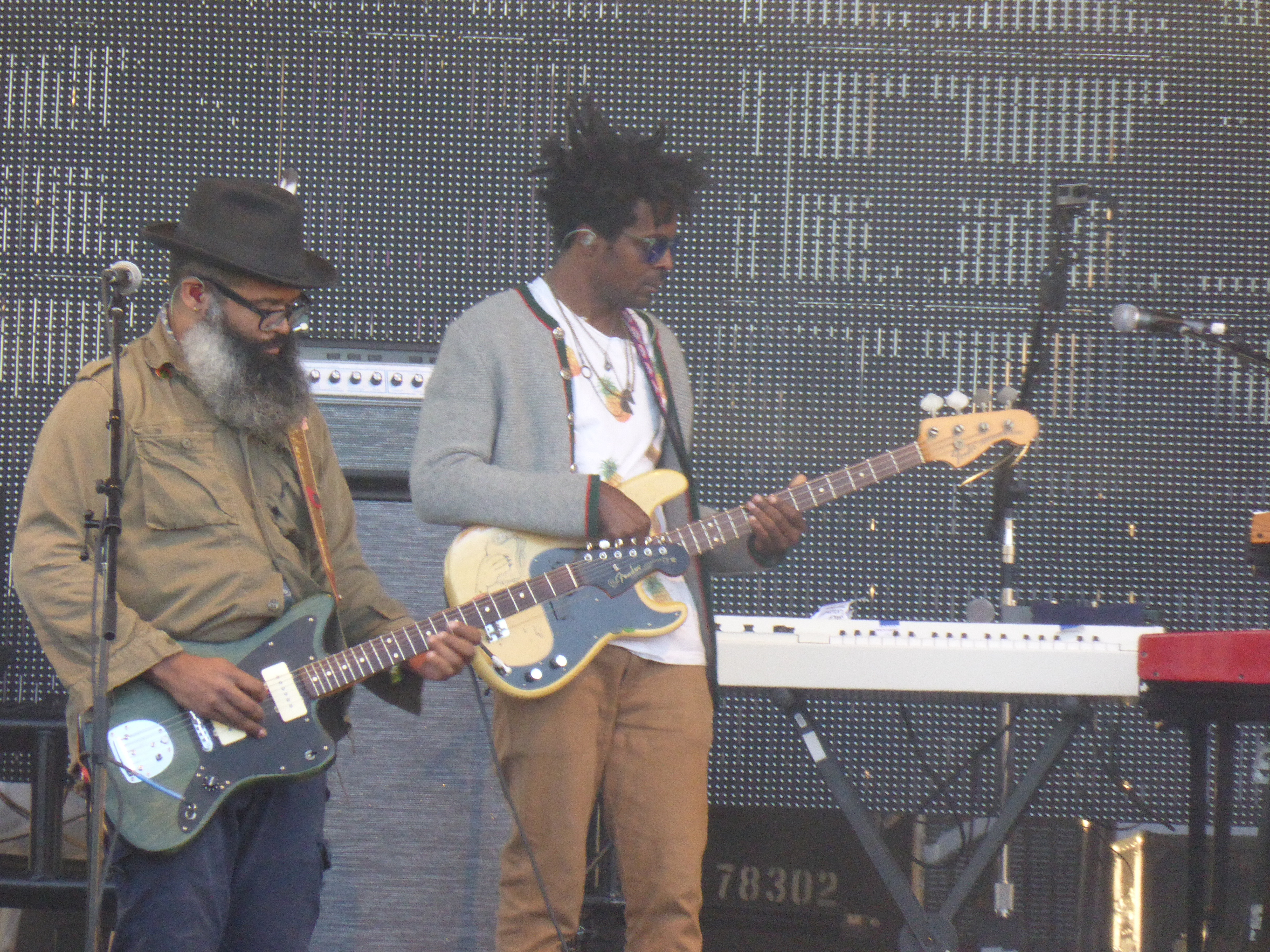
TV on the Radio na koncercie w 2014 roku

TV on the Radio – założony w 2001 roku w Nowym Jorku awangardowy indierockowy zespół muzyczny, którego muzyka łączy w sobie tak różnorodne style muzyczne jak: free jazz, a cappella/doo wop, muzyka psychodeliczna czy trip-hop.

## Członkowie
Podstawowymi członkami grupy są:
- Tunde Adebimpe (wokal, loopy),
- Kyp Malone (wokal, gitary, loopy),
- David Andrew Sitek (muzyka, gitary, klawisze, loopy),
- Jaleel Bunton (bębny),
- Gerard Smith (zm. 20 kwietnia 2011) (bas).

Ponadto zespół w nagraniach i występach wspomagają przyjaciele, m.in.:
- Katrina Ford (zespół Celebration, wokale),
- Martin Perna (Antibalas Afrobeat Orchestra, flet/bari, saksofon altowy),
- Nick Zinner (Yeah Yeah Yeahs, gitary).

## Historia
Pierwszy album – OK Calculator (tytuł nawiązuje do albumu Radiohead, OK Computer) – zespół wydał własnymi środkami. Brzmienie OK Calculator znacznie różni się od późniejszego, które zawiera elementy electro, hip–hopu
oraz turntablizmu. Po dołączeniu do zespołu Kyp Malone'a wydają Young Liars (EP) oraz Desperate Youth, Blood Thirsty Babes (LP), które spotykają się z bardzo pozytywnym przyjęciem wśród krytyki. Album Desperate Youth, Blood Thirsty Babes przyniósł nagrodę Shortlist Music Prize. Kolejnym wydawnictwem była epka New Health Rock, zawierająca nowe utwory: New Health Rock, Modern Romance (cover the Yeah Yeah Yeahs) oraz The Wrong Way, utwór dostępny wcześniej na Desperate Youth, Blood Thirsty Babes. Ostatnie wydawnictwo zespołu Return to Cookie Mountain zyskuje pozytywne recenzje, m.in. w Pitchfork Media.

## Dyskografia

### Albumy
- Desperate Youth, Blood Thirsty Babes (2004), Touch and Go Records
- Return to Cookie Mountain (2006), 4AD Records
- Dear Science (2008), 4AD Records
- Nine Types of Light (2011), 4AD Records
- Seeds (2014), Harvest Records

### EP
- Young Liars (2003), Touch and Go Records
- Staring at the Sun EP (2004), Touch and Go Records
- New Health Rock (2004), Touch and Go Records
- Live at Amoeba Music (2007), Interscope
- iTunes Live Sessions (2007), Touch and Go Records
- Read Silence (2009; remiksy), Interscope

### Dema
- OK Calculator (2002), własnym sumptem

### Single
- 2004: Staring at the Sun
- 2004: New Health Rock
- 2005: Dry Drunk Emperor
- 2006: Wolf Like Me
- 2007: Province
- 2008: Golden Age
- 2008: Dancing Choose
- 2008: Crying
- 2008: Family Tree
- 2011: Will Do (My Love)
- 2011: Chemical Peels
- 2013: Mercy
- 2013: Million Miles
- 2014: Happy Idiot